# الملاكمة في الألعاب الأولمبية الصيفية 1904 – وزن البانتام
أقيمت منافسات فئة وزن البانتام في رياضة الملاكمة في الألعاب الأولمبية الصيفية 1904 يوم 22 سبتمبر 1904. وهي المرة الأولى التي تقام فيها منافسات هذه الفئة في الأولمبياد، كما هو الحال في رياضة الملاكمة عامة. ووزن البانتام كان هو ثاني أخف وزن في الدورة بعد وزن الذبابة.
اشترط ألا يزيد وزن الملاكم عن 52.2 كجم ليشارك في هذه الفئة. شارك ملاكمان فقط.

## النتائج
|  | النهائي                         |                                 |      |  |  |  |  |
|  |                                 |                                 |      |  |  |  |  |
|  | أوليفر كيرك (الولايات المتحدة)  | أوليفر كيرك (الولايات المتحدة)  | ض.ق. |  |  |  |  |
|  | جورج فينيغان (الولايات المتحدة) | جورج فينيغان (الولايات المتحدة) | –    |  |  |  |  |